# 115年
| 千纪： | 1千纪                                                                                           |
| 世纪： | 1世纪 \| 2世纪 \| 3世纪                                                                         |
| 年代： | 80年代 \| 90年代 \| 100年代 \| 110年代 \| 120年代 \| 130年代 \| 140年代                         |
| 年份： | 110年 \| 111年 \| 112年 \| 113年 \| 114年 \| 115年 \| 116年 \| 117年 \| 118年 \| 119年 \| 120年 |
| 纪年： | 乙卯年（兔年）；东汉元初二年                                                                    |

## 大事记
- 先零羌與中郎將尹就在益州刺史部交戰。

## 各国领袖

### 非洲
- 库施
  - 国王：Tamelerdeamani（114年－134年）

### 亚洲
- 中国
  - 东汉：
    - 皇帝：汉安帝（106年－125年）
- 朝鲜
  - 百济：
    - 国王：己娄王（77年－128年）

  - 高句丽：
    - 国王：太祖王（53年－146年）

  - 新罗：
    - 国王：祗摩尼师今（112年－134年）

### 欧洲
- 高加索伊比里亚
  - 国王：阿姆扎斯普一世（106年－116年）
- 罗马帝国
  - 皇帝：图拉真（98年－117年）

### 中东
- 奥斯若恩
  - 国王：Abgar Vii bar Ezad（109年－116年）
- 安息
  - 国王（政权对立）：
    - 沃洛吉斯三世（105年－147年）
    - 奥斯罗埃斯一世（105年－129年）

## 出生
- 漢順帝，東漢第八位皇帝

## 逝世
- 恭愍皇后李氏，漢安帝宮人，漢順帝生母